# William Kingdon Clifford
William Kingdon Clifford (4 de mayo de 1845 - 3 de marzo de 1879) fue un matemático y filósofo inglés. Junto con Hermann Grassmann es el fundador de lo que ahora se conoce como álgebra geométrica, siendo un caso especial las álgebras de Clifford, denominadas así en su honor, y que son usadas contemporaneamente en la física matemática. Fue el primero en proponer que la gravitación es la manifestación de una geometría subyacente.
Es conocido por su defensa del evidencialismo frente a la responsabilidad moral de creer en aquello de lo que no se tienen pruebas.

## Biografía
William Clifford nació en Exeter el 4 de mayo de 1845. Durante sus años de escuela fue una joven promesa. A la edad de 15 años ingresó en el King's College de Londres. En 1868 fue elegido fellow del Trinity College de Cambridge, tras ser elegido segundo wrangler en 1867 y segundo premio Smith. El destino de ser segundo lo compartió con otros posteriores famosos matemáticos, como William Thomson (Lord Kelvin) y James Clerk Maxwell. En 1870 formó parte de una expedición a Italia para observar un eclipse y sobrevivió a un naufragio en las costas sicilianas.
En 1871 fue nombrado profesor de Matemática y Mecánica del University College de Londres, y en 1874 miembro de la Royal Society. Fue además miembro de la London Mathematical Society y de la Metaphysical Society.
En 1875 contrae matrimonio con la novelista de Barbados Lucy Lane. En 1876 sufrió un colapso, probablemente debido al exceso de trabajo (durante el día se dedicaba a las tareas docentes y administrativas propias de su cargo, y por la noche escribía). Pasó seis meses de descanso en Argelia y España, tras lo cual retomó sus deberes, sufriendo 18 meses después otro colapso. Fue a Madeira a recuperarse, pero murió de tuberculosis allí tras algunos meses, el 3 de marzo de 1879, dejando viuda y dos hijos.
Sus contemporáneos lo consideraban una persona de agudeza y originalidad extraordinarias, adornado con rapidez de pensamiento y palabra, estilo lúcido, ingenio y gusto poético, y afectuoso.
Al igual que Charles Dodgson (más conocido como Lewis Carroll), disfrutaba escribiendo cuentos de hadas. Dejó una colección titulada La gente menuda.
Como curiosidad, 11 días después de su muerte nació Albert Einstein, quien dio forma rigurosa a la intuición de Clifford sobre la gravedad.

## Legado matemático

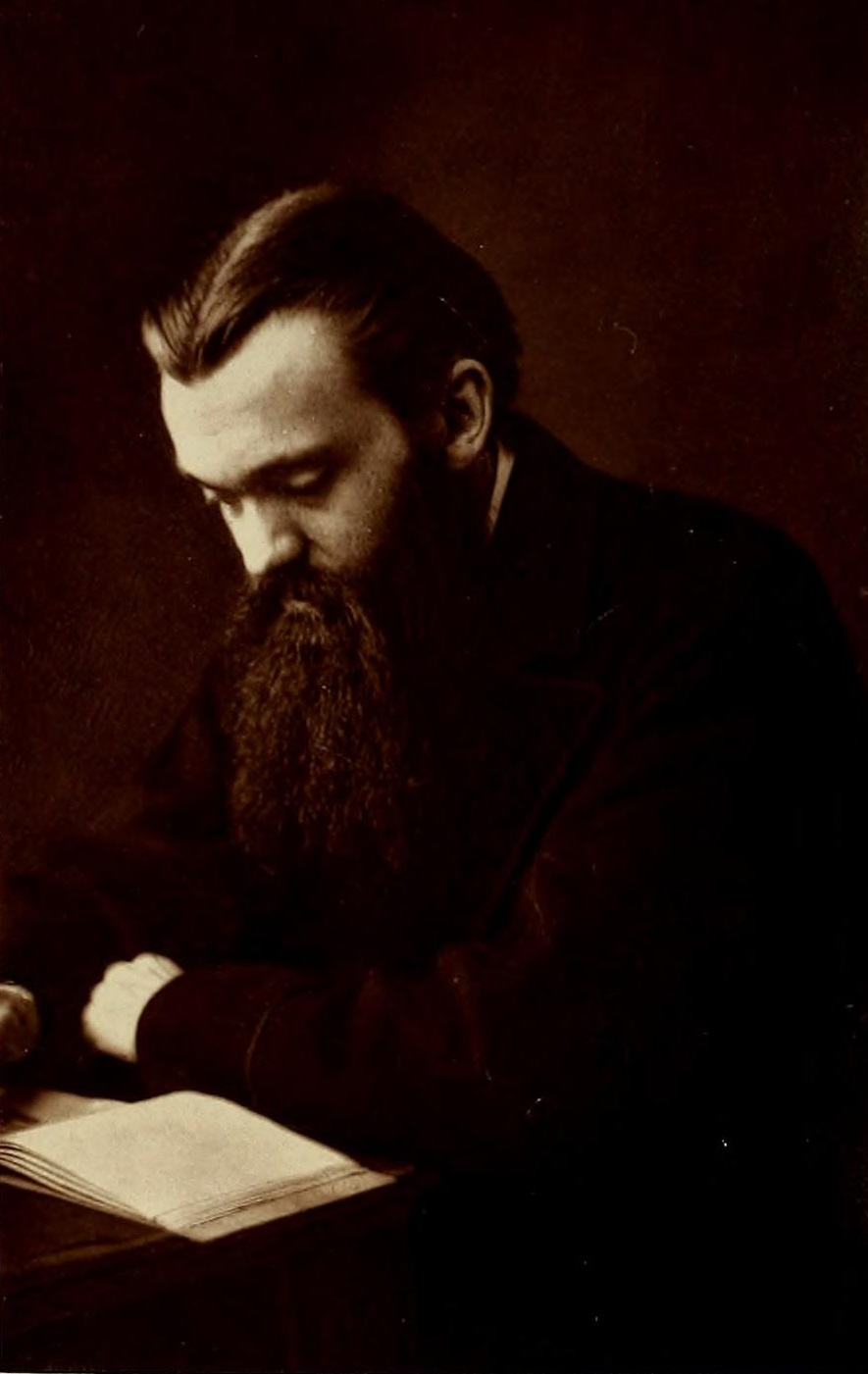
"Saber todo sobre cualquier cosa es saber cómo manejarlo bajo cualquier circunstancia".

"Clifford fue, por encima de todo y antes que nada, un geómetra" (H. J. S. Smith). Es por ello por lo que fue un innovador frente a la tendencia de Cambridge excesivamente dirigida hacia el Análisis . Estudió las geometrías no-euclidianas influido por Riemann y Lobatchevsky. En 1870 escribió On the space theory of matter (Sobre la teoría espacial de la materia), en la que argüía que energía y materia eran simplemente diferentes tipos de curvatura del espacio. Esas ideas jugaron luego un papel fundamental en la teoría general de la relatividad.
Clifford es recordado hoy en día más por las álgebras de Clifford, un tipo de álgebra asociativa que generaliza al cuerpo de los números complejos y a los cuaterniones de Hamilton. Un resultado posterior, los octoniones (subconjunto de los bicuaterniones), es ahora conocido como espacio de Clifford-Klein y se emplea para el estudio de movimientos en espacios no euclidianos y en ciertas superficies. Demostró que los espacios de curvatura constante pueden tener estructuras topológicas diferentes. También probó que una superficie de Riemann es topológicamente equivalente a una caja con agujeros. Sugirió brillantes ideas en Teoría de Grafos o representación geométrica de funciones algebraicas que otros desarrollaron. Estuvo muy interesado en los campos del álgebra universal y en funciones elípticas. Sus artículos Preliminary Sketch of Biquaternions (Estudio preliminar sobre bicuaterniones), de 1873, and On the Canonical Form and Dissection of a Riemann's Surface (Sobre la forma canónica y la disección de una superficie de Riemann), de 1877, se consideran como clásicos. Otro importante artículo fue Classification of Loci (Clasificación de lugares geométricos), de 1878. Publicó también varios artículos sobre formas algebraicas y sobre geometría proyectiva.

## Legado filosófico
Como filósofo, el nombre de Clifford está ligado principalmente a dos expresiones de acuñación propia: mind-stuff (sustancia intelectual) y tribal self (ser tribal, ente tribal). La primera simboliza su concepción metafísica, surgida a raíz de la lectura de Spinoza. Sir Frederick Pollock escribió lo siguiente sobre la filosofía de Clifford:

«En pocas palabras, su concepción es que la mente es la realidad última; no la mente tal y como la conocemos en las complejas formas de sensaciones conscientes y pensamientos, sino como los elementos más simples a partir de los cuales se construyen las sensaciones y pensamientos. El hipotético elemento último de la mente, o átomo de sustancia intelectual, se corresponde precisamente con el hipotético átomo material, siendo el hecho del que el átomo material es el fenómeno. La materia y el universo sensible no son sino relaciones entre organismos particulares, esto es, mente organizada en conciencia, y el mundo exterior. Esto nos lleva a un resultado que podríamos calificar de forma informal y popular como materialista. Pero la teoría, en tanto que teoría metafísica, debe ser considerada idealista. Técnicamente hablando, es un monismo idealista.»

La otra expresión, ser tribal, encierra la clave del pensamiento ético de Clifford. Según él, la conciencia y las normas morales se explican como el desarrollo en cada individuo de un "ser" que prescribe la conducta propicia para el bienestar de la "tribu". En relación con esta interpretación ética, gran parte de la notoriedad de Clifford entre sus contemporáneos se debió a su actitud respecto a la religión. Animado por su intenso amor hacia la verdad y devoción por el deber público, declaró la guerra a aquellos sistemas eclesiásticos que a su juicio favorecían el oscurantismo, acusándolos de poner las proclamas sectarias por encima de la humana sociedad. El escándalo fue mayor al encontrarse la teología enfrentada aún con el darwinismo. Se vio a Clifford como un peligroso campeón de las tendencias antiespirituales atribuidas entonces a la ciencia moderna.

### Ética

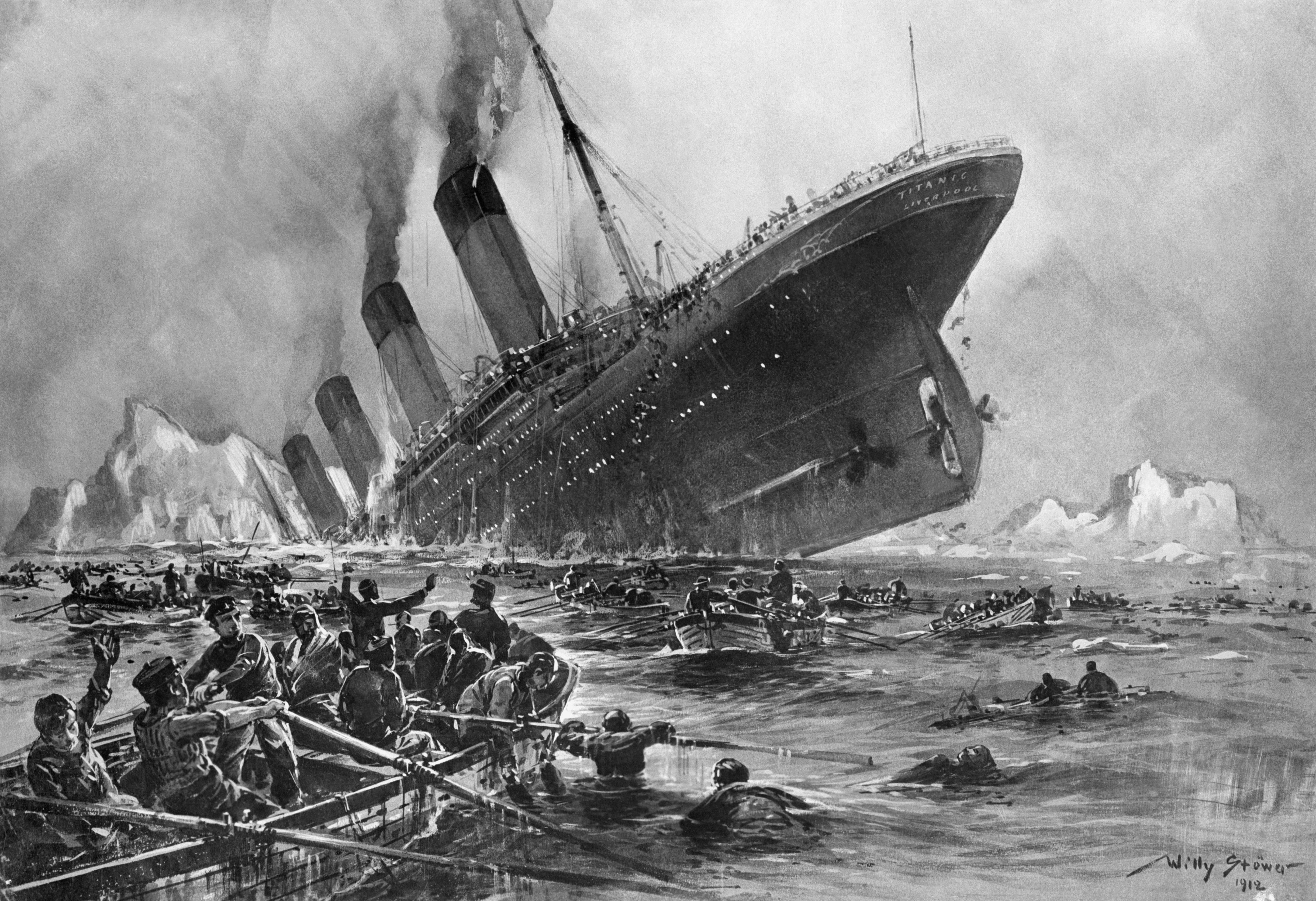
Clifford sobrevivió a un naufragio. Probablemente este evento le sirvió de ejemplo en su libro.

En su ensayo The Ethics of Belief (La Ética de Creer) publicado en 1877, Clifford argumentó que es inmoral creer en algo de lo que no hay pruebas. En él declara el siguiente principio: «es un error siempre, cualquiera que sea el lugar y cualquiera que sea la persona, creer algo de lo que no hay suficientes evidencias.» Lo ejemplifica con un propietario de un barco que planeaba enviar al mar un barco viejo y no bien construido lleno de pasajeros. El propietario del barco tenía dudas que le sugirieron que el barco podría no estar en condiciones de navegar. Consideró la posibilidad de reacondicionar el barco, aunque sería costoso. Al final se convenció a sí mismo en zarpar el barco y obtuvo el dinero de su seguro debido a que se hundió en medio del océano junto con todos los pasajeros.
Clifford argumentó que el propietario del barco era culpable de la muerte de los pasajeros a pesar de que creía sinceramente que el barco estaba en buen estado. Como tal, se opuso radicalmente a aquellos dirigentes religiosos que consideran la fe como una virtud, declarando que dicho estilo de vida es «un largo pecado contra la humanidad.» El filósofo pragmático William James atacó este ensayo en sus lecciones Will to Believe (Voluntad de creer, con un juego de palabras intraducible entre "will" --voluntad-- y Will, diminutivo de William, nombre del autor). Ambos trabajos suelen publicarse juntos como piedras de toque del debate sobre evidencialismo, fe y fundamentalismo religioso.

## Obra

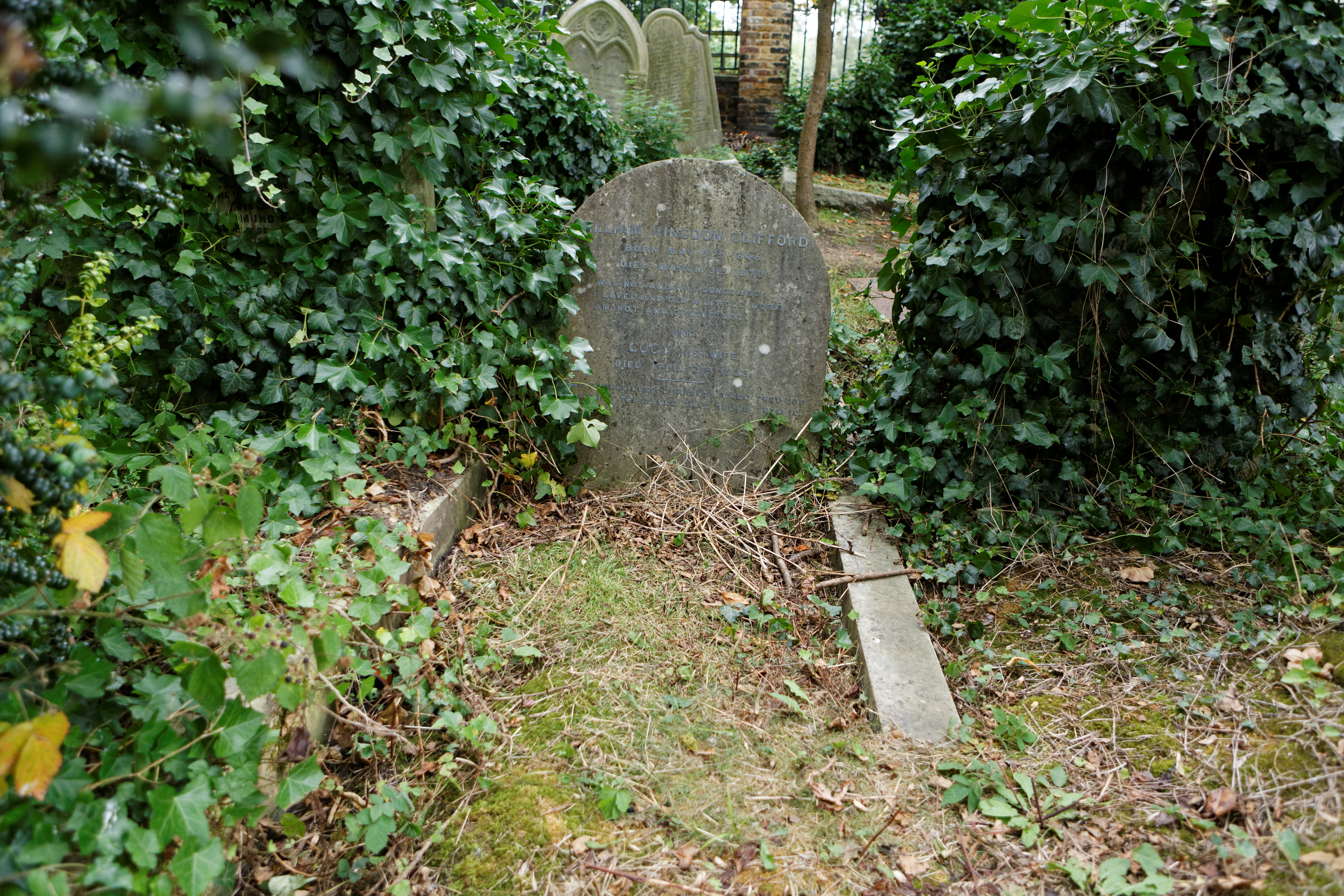
Sepultura de William Kingdon Clifford en el Cementerio de Highgate

La mayor parte de sus obras fueron publicadas póstumamente. 
- 1877. "The Ethics of Belief," Contemporary Review.
- 1878. Elements of Dynamic, vol. 1.
- 1879. Seeing and Thinking, lecciones divulgativas sobre ciencia.
- 1879. Lectures and Essays, con introducción de Sir Frederick Pollock.
- 1882. Mathematical Papers, editado por R Tucker, con introducción de Henry J. S. Smith.
- 1885. The Common Sense of the Exact Sciences. Completado por Karl Pearson.
- 1887. Elements of Dynamic, vol. 2.

En Ewald, William B., ed., 1996. From Kant to Hilbert: A Source Book in the Foundations of Mathematics, 2 vols. Oxford University Press.
- 1872. On the aims and instruments of scientific thought, 524-41.
- 1876. On the space theory of matter, 523.